# Henry Ley (2e comte de Marlborough)
Henry Ley, 2e comte de Marlborough (3 décembre 1595 - 1er avril 1638) est un pair anglais et membre du Parlement.

## Biographie
Il est baptisé le 3 décembre 1595, fils aîné de James Ley (1er comte de Marlborough) et de son épouse, Mary Petty, et fait ses études de droit à Lincoln's Inn en 1610. Il est appelé à la barre en 1616.
Il est fait chevalier en 1611 par Jacques Ier. Il est membre du Parlement d'Angleterre pour Westbury en 1614 et 1624, pour Devizes en 1621 et en 1626 et pour le Wiltshire en 1625. Il est nommé Custos Rotulorum de Somerset à vie en 1625.
En 1628, il entre à la Chambre des lords par un décret d'accélération en tant que baron Ley. Il succède à son père comme comte de Marlborough l'année suivante.
Ley épouse Mary, fille d'Arthur Capell de Hadham, dont il a deux enfants:
- Elizabeth Ley, morte célibataire
- James Ley (3e comte de Marlborough) (1618-1665)